# Рюмін Володимир Володимирович
Володи́мир Володи́мирович Рю́мін (11 липня 1874, Велика Усмань — 8 квітня 1937, Миколаїв) — російський інженер, педагог; популяризатор науки і техніки.

## Біографія
Народився 29 червня [11 липня] 1874 року в селі Великій Усмані Воронезької губернії Російської імперії в сім'ї інженера-технолога Володимира Володимировича Рюміна-старшого. Незабаром після цього його сім'я переїхала до Москви, а потім у Польщу, де в місті Лодзі закінчив Вище ремісниче училище. 1891 року сім'я переїхала до Миколаєва.
Протягом 1894—1899 років навчався на хімічному відділенні у Харківському технологічному інституті, після чого вступив на посаду інженера на пороховий завод у Миколаєві. Одночасно викладав будівельну майстерність і залізничну справу у Миколаївському технічному залізничному училищі, з 1902 року викладав фізику і хімію у Миколаївському середньому механіко-технічному училищі. Був прогресивним педагогом-новатором: ставив незвичайні досліди, стежив за новинами зі світу техніки, і ділився ними з учнями, розробляв власні оригінальні методики викладання. Був членом Миколаївського товариства аматорів природи.
Приділяв багато уваги популяризації науки. Почавши з написання навчальних посібників з хімії, мінералогії, електротехніки і технології, у 1904 році почав редагувати й видавати науково-популярний журнал «Фізик-аматор» (спільно з К. Л. Чернишовим), а з січня 1910 року — «Електрика і життя». Попри специфічність назв, тематика цих журналів не обмежувалася темами, винесеними на обкладинку, а була досить широкою, науково-популярною. До роботи над журналами залучалися фахівці, ентузіасти різних галузей науки.
У 1910—1917 роках видавав серію брошур з технології різних кустарних і домашніх виробництв: миловаріння, виготовлення лампадної олії, фарб, бетону, оздоблювальних матеріалів. Тоді ж виходили адресовані найширшій читацькій аудиторії книги «Хімія навколо нас», «Техніка навколо нас», «Дива техніки», «Дива сучасної електротехніки», «Бесіди про магнетизм» і «Бездротовий телеграф», «Практична мінералогія», «Популярні наукові нариси й оповідання». Писав він і серйозніші роботи, для фахівців — хіміків, мінералогів, електротехніків, інженерів транспорту.
Після 15 років служби в училищі звільнився за станом здоров'я, але від просвітницької діяльності не відійшов, зосередившись на літературній популяризації науки. Нарівні з Яковом Перельманом, В. Прянишниковим і Миколою Риніним належав до небагатьох фахівців, які твердо вірили в ідеї Костянтина Ціолковського і гаряче їх пропагували. Більше того, саме він першим «титулував» Ціолковського «основоположником космонавтики».
Автор багатьох статей у журналах «У майстерні природи», «Знання — сила», «Природа і люди», «Техніка — молоді» тощо, а також фантастичних та пригодницьких оповідань. Книги Рюміна «Цікава хімія» і Перельмана «Цікава геометрія на вільному повітрі» відкрили в 1926 році відому серію «Цікава наука». За 10 років ця робота Рюміна витримала 7 перевидань, ставши найпопулярнішою з його праць.
Помер у Миколаєві 8 квітня 1937 року. Похований на Миколаївському некрополі. Надгробок встановлений у 1937 році (реконструйований у 1966 році). Він являє собою гранітний прямокутний обеліск на двоступеневому п'єдесталі та цегляному стилобаті. На ньому напис: «Тут похований заслужений педагог, діяч науки, друг і пропагандист ідей К. Е. Ціолковського В. В. Рюмін. 1874—1937».

## Вибрана бібліографія
- Найпростіші досліди з хімії (рос. Простейшие опыты по химии). М. 1910;
- Рюмін В. В. Для юних хеміків. — Харків; Київ : Молодий більшовик, 1932. — 104 с. — 10000 прим.;
- Хемія навкруги нас. — Х.-Од.: Дитвидав, 1934;

Серія «Цікава наука»
- Цікава хімія (рос. Занимательная химия). 1926. (втримала 7 видань, останнє — у 193 році);
  - Рюмін В. Цікава хемія : Спроби та розваги з галузі хемії / З 4-го  рос.  видання  переклав  К. Шмиґовський. — Харків, Київ : Державне видавництво України, 1930. — 152 с. — 5000 прим.;
  - Цікава хемія. — Х.-К.: Молодий більшовик, 1932;
- Цікава техніка наших днів (рос. Занимательная техника наших дней) (втримала 3 видання, останнє — у 1934 році);
- Цікава хімія. Досліди й розваги з галузі хімії (рос. Занимательная химия. Опыты и развлечения из области химии) (втримала 5 видань, останнє — у 1932 році);
- Цікава електротехніка вдома і саморобні електричні прилади (рос. Занимательная электротехника на дому и самодельные электрические приборы) (втримала 3 видання, останнє — у 1929 році);
- Цікава електротехніка. Досліди і розваги в галузі електротехніки (рос. Занимательная электротехника. Опыты и развлечения в области электротехники) (втримала 3 видання, останнє — 1929 році);
- Цікава електротехніка на будівництві (рос. Занимательная электротехника на стройке) (одне видання 1937 року).

Посмертні видання
- В. В. Рюмин. Тайна Атлантов. — Миколаїв: Вид. Ірини Гудим, 2020—284 с. — ISBN 978-617-576-138-0[5].

1966 року дружина науковця, Тетяна, впорядкувала його архівний фонд і подарувала Державному архіву Миколаївської області. Виявлені серед інших архівних документів фонду неопубліковані твори підготувала до публікації директорка архіву, докторка історичних наук Лариса Левченко.

## Вшанування

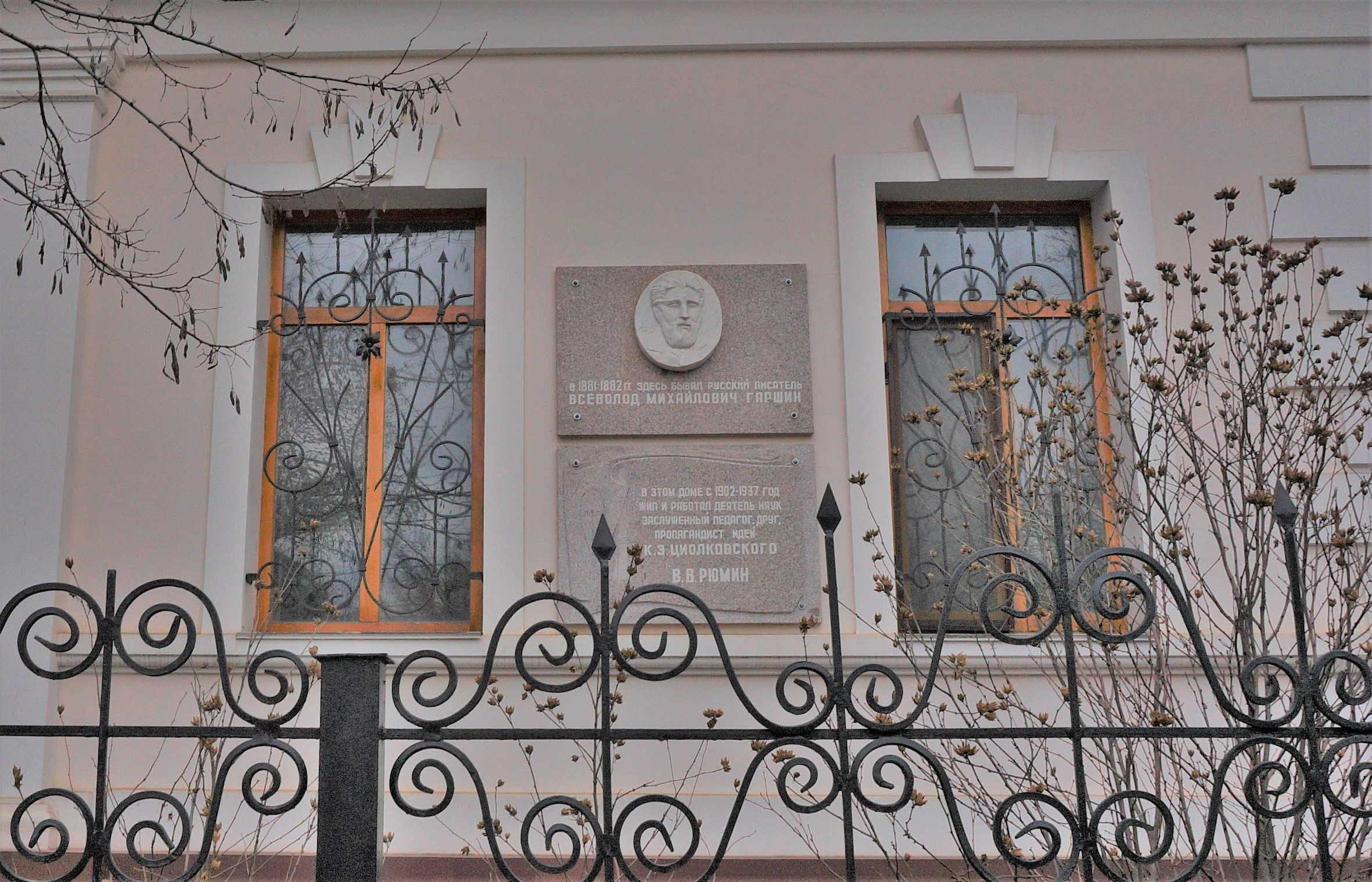
Меморіальна дошка.

- На честь Володимира Рюміна названа одна з вулиць в Центральному районі Миколаєва;
- На будинку № 13, по вулиці Артилерійській, де вчений мешкав з 1902 по 1937 рік, у 1966 році встановлено меморіальну дошку[7].